# Elaphoglossum barteri
Elaphoglossum barteri là một loài dương xỉ trong họ Dryopteridaceae. Loài này được Baker C. Chr. mô tả khoa học đầu tiên năm 1905.